# Tip (Handelskette)
Die tip-Discount Handels GmbH & Co. KG (eigene Schreibweise: TiP, vormals auch TIP) war eine bis 1999 bestehende Discounterkette und Vertriebslinie der Metro AG mit Märkten in Deutschland und Polen. Hauptsitz des Unternehmens war in Sarstedt.

## Geschichte
Die Kette, die ursprünglich eine Tochter von C+C Schaper war, wurde 1987/1988 von der Asko Deutsche Kaufhaus AG übernommen und in die Deutsche SB-Kauf eingegliedert, ehe 1996 die Übernahme durch die Metro AG erfolgte. Durch die Zerschlagung der co op AG kamen 34 Standorte zu Tip und wurden im Jahr 1991 entsprechend umgeflaggt. Im selben Jahr warb man mit dem Slogan Ehrlich. Discount. Im Dezember 1991 konnten mit Standorten in Bohnsdorf (am 17. Dezember 1991), Hellersdorf (am 19. Dezember 1991) und Prenzlauer Berg (am 18. Dezember 1991) drei weitere Filialen in Berlin eröffnet werden.
1996 erfolgte der Markteintritt ins Nachbarland Polen mit der Eröffnung der ersten 16 Märkte. Bis März 1997 folgten fünf weitere, sodass im 1. Quartal des gleichen Jahres bereits 21 Märkte bestanden. Die Märkte wurden dort von der polnischen Gesellschaft TIP Discount Polska Sp. z o.o. mit Sitz in Warschau betrieben.
Die Tip-Discountmärkte besaß im Geschäftsjahr 1997 496 Märkte im gesamten Bundesgebiet sowie Polen, wobei hier 21 Märkte eröffnet wurden. In Deutschland wurden im gleichen Zeitraum 109 Märkte neu eröffnet. Das Angebot des Discounters bestand aus der Eigenmarke Toll im Preis, kurz TiP, die auch bei den Vertriebslinien Extra und Real zu finden war.
Trotz anhaltender Verluste im In- und Ausland wurde an einer Expansion festgehalten. Alleine in Polen sollten im Jahr 1998 75 Filialen und 1999 100 weitere Filialen folgen. In Deutschland sollten im Jahr 1998 77 Filialen eröffnen sowie eine eigene Logistik in Planung gehen.
Aufgrund wachsender Verluste entschied die Metro AG, die Tochtergesellschaft im November 1998 an ein Konsortium von Finanzinvestoren unter Leitung der Deutschen Bank, an dem die Metro AG mit 50 % beteiligt war, zu verkaufen. Als Grund wurden u. a. die damals neuen Ladenöffnungszeiten und das damit veränderte Kundenverhalten hin zum Vollsortimenter genannt. Am 23. Dezember 1998 wurde bekannt, dass Tengelmann 165 Filialen in Berlin samt Umland sowie in einigen Städten im Ruhrgebiet mit Wirkung zum 1. März 1999 übernehmen wird. In den übernommenen Märkten wurden 1000 Menschen beschäftigt, der Umsatz der Märkte betrug rund 600 Millionen Mark. Die Standorte wurden als Plus-Filialen weiterbetrieben. Die inzwischen 57 Filialen von Tip in Polen wurden von Biedronka übernommen.

## Entwicklung als Eigenmarke

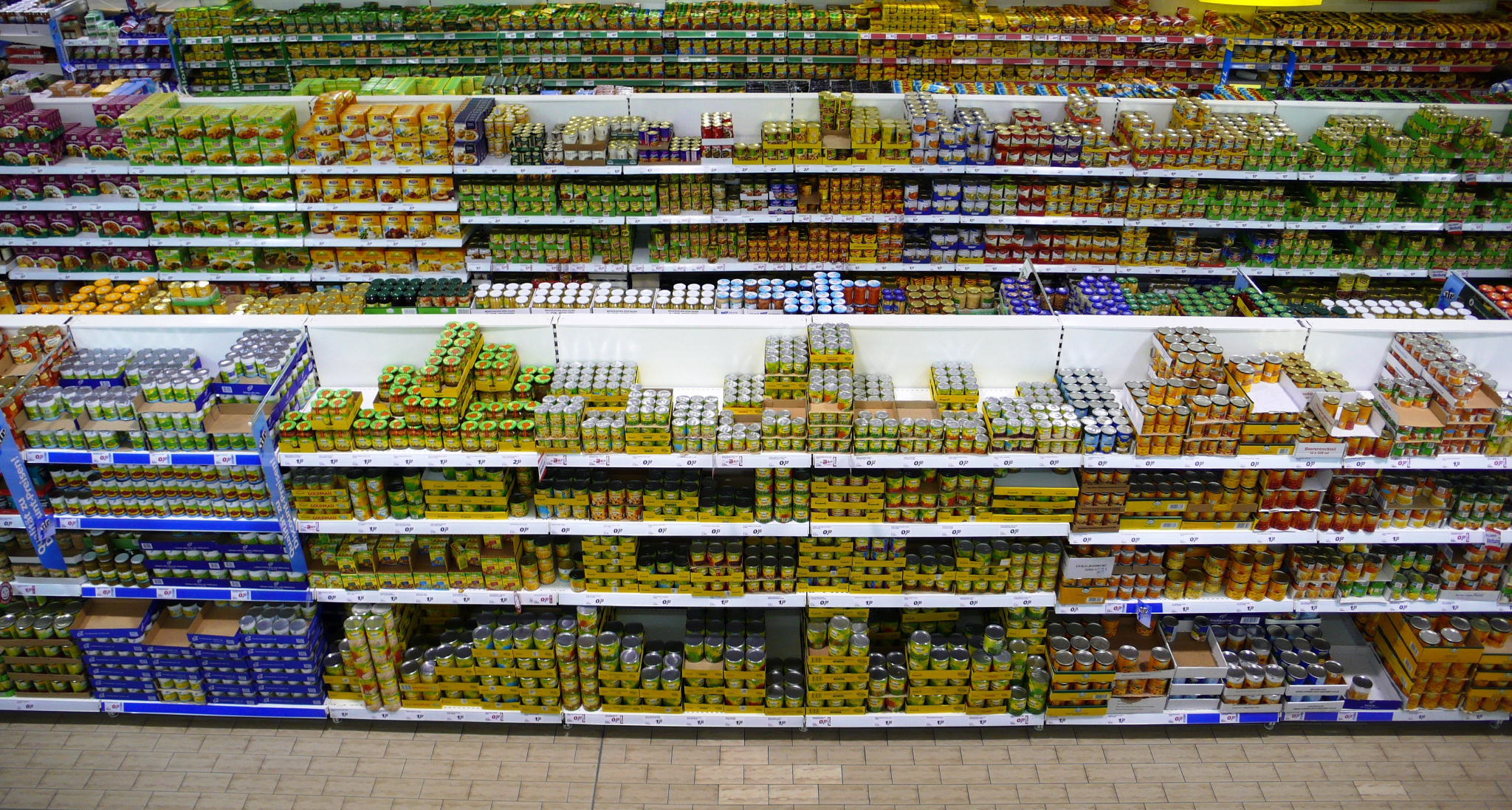
Artikel von TiP werden 2007 in einem Real-Markt farblich und durch Regalstopper hervorgehoben (vorne links)

Das Discountkonzept ging auf die 1987 bei der SB-Warenhauskette Real-Kauf, einem Vorgänger von Real, vom Handelsunternehmen Schaper eingeführte, gleichnamige Preiseinstiegsmarke TiP („Toll im Preis“) zurück. Bereits im Vorfeld gab es mit der Eigenmarke Extra Tip mit ähnlichem Logo einen Vorgänger. Durch Zusammenschluss des späteren Eigentümers Asko zur Metro AG kamen die Eigenmarken-Artikel auch zu den Supermarkt-Vertriebslinien Extra, Comet und Bolle. So führte Bolle die Marke Anfang März 1992 ein, zur selben Zeit wurden die Produkte von TiP auch in Konsum-Berlin-Filialen geführt. Das Artikelportfolio umfasste im Mai 1998 in den eigenen TIP-Discountern 420 Artikel. Durch die Übernahme der Supermarktvertriebslinien durch die Rewe Group verschwand die Eigenmarke dort und wurde durch die Rewe-Eigenmarke ja! ersetzt. Zeitgleich wurden einige Artikel bei Real auf die mittelpreisige Eigenmarke Real Quality umgestellt. Ein letztes Rebranding erhielt die Marke 2008 zum 30. Geburtstag, bei dem das Logo deutlich modernisiert wurde.
Durch die Übernahme der Marke durch die Zentrale Handelsgesellschaft mbH, welche Teil des Markant-Verbundes ist, änderten die Famila-Warenhäuser und Markant-Märkte von Bartels-Langness im Verlauf des ersten Halbjahres 2019 sukzessive verschiedene Artikelgruppen auf die für das Handelsunternehmen neue Marke. Die Bela hatte sich zuvor im Jahr 2017 mit verschiedenen Handelsunternehmen, unter anderem Real, zur Einkaufsgemeinschaft Retail Trade Group zusammengeschlossen. Mit der Zerschlagung von Real fanden in den übernommenen Märkten die Eigenmarken der Konkurrenten Platz, aufgrund der abnehmenden Zahl von eigenen Filialen wurde die Eigenmarke immer weiter durch die Markant-Marke Jeden Tag ersetzt. Ab dem 6. September 2021 wurde auch offiziell der Wechsel von TiP zu Jeden Tag, u. a. in den Werbeprospekten von Real beworben. Auch die Bela führt sukzessive die Markant-Marke ein. In den restlichen, bis zur Insolvenz  als Mein Real geführten Real-Märkten war die Rewe Group Großhändler, sodass die restlichen TiP-Produkte dort ebenfalls durch die Rewe-Eigenmarke ja! ersetzt wurden.